# Fontinalis novae-angliae
Fontinalis novae-angliae là một loài Rêu trong họ Fontinalaceae. Loài này được Sull. mô tả khoa học đầu tiên năm 1856.